# Pythium irregulare
Pythium irregulare ist ein bodenbürtiges Phyto-Pathogen aus der Familie der Pythiaceae innerhalb der Gruppe der Eipilze. Eipilze, auch als „falscher Mehltau“ bekannt, sind pilzartige Protisten. Sie sind den Pilzen in Bezug auf die Lebenszyklen ähnlich, haben jedoch ein diploides Ruhestadium, haben coenocytische (septenlose) Hyphen, ein größeres Genom, Zellulose statt Chitin in ihren Zellwänden und bilden Zoosporen (asexuelle mobile Sporen) und Oosporen (sexuelle Ruhestadien).

## Wirte und Symptome
Pythium irregulare ist ein Vertreter der Eipilze, der ein Welken wie auch eine Wurzelfäule vor und nach dem Hervortreten des Keimlings aus dem Samen verursacht. Vor dem Hervortreten des Keimlings infiziert P. irregulare Samen und lässt sie faulen und braun werden, was ein erfolgreiches Wachstum verhindert. Eine Infektion des Keimlings nach seinem Hervortreten findet unmittelbar nach der Keimung statt. Normalerweise geht dies mit einer Infektion über die Wurzel und die Sprossachse einher, was wie ein Durchnässen bzw. wie Nekrosen aussieht. Abhängig von der Schwere der Infektion können die Pflanzen vollständig zusammenbrechen oder ernsthaft verküppelt werden. In älteren und weiter entwickelten Pflanzen verursacht P. irregulare eine Wurzelfäule. Dies geht zunächst mit nekrotischen Läsionen einher, welche zu Chlorosen, vermindertem Ertrag, spärlichem Wachstum und Verkrüppelung führt, was auf unzureichende Versorgung mit Wasser und Nährstoffen durch die Wurzeln zurückzuführen ist. Außerdem treten Infektionen mit P. irregulare oft gemeinsam mit denen anderer Pythium-Arten auf. Alle durch P. irregulare verursachten Symptome können auch durch andere Pathogene hervorgerufen worden sein, so dass eine Diagnose nicht zwangsläufig zu P. irregulare führt.
Um Pythium irregulare zweifelsfrei zu identifizieren, ist es notwendig, den Organismus zu isolieren und ihn mikroskopisch zu untersuchen. Zunächst ist es wichtig, die Mikrobe als Eipilz zu charakterisieren, indem nach den gruppenspezifischen Merkmalen wie coenocytischen Hyphen, Zoosporen und Oosporen gesucht wird. Anschließend kann die Zugehörigkeit zur Gattung Pythium durch Untersuchung der Krankheitssymptome, das Wirtsspektrum sowie das Vorhandensein von Vesikeln, die Zoosporen enthalten und mit einem Sporangium verbunden sind, festgestellt werden. Im Gegensatz dazu haben die meisten anderen Eipilze keine Vesikel, sondern die Zoosporen werden direkt in den Sporangien gebildet. Schließlich ist zur Artbestimmung ein dichotomer Schlüssel hilfreich. Einige der Schlüsselmerkmale für P. irregulare sind unregelmäßig geformte Oogonien, zylindrische Ausstülpungen, einzeln stehende Sporangien, nicht-filamentöse Sporangien und weniger als 30 μm große Oogonien. Es gibt außerdem viele molekularbiologische Tests, die mit Hilfe spezifischer DNA-Marker eine Artbestimmung liefern. Außerdem ist es wichtig hervorzuheben, dass viele Diagnostiker die Pathogene nicht bis zur Artebene bestimmen, weil es schwierig werden kann, alle diagnostisch wichtigen mikroskopischen Strukturen zu erkennen; die empfohlenen Management-Maßnahmen können dagegen auf alle Pythium-Arten angewandt werden.
Pythium irregulare hat ein sehr breites Wirtsspektrum; unter den Wirten finden sich viele landwirtschaftlich und gartenbaulich bedeutende Kulturen. Das Pathogen wird auf allen Kontinenten außer in der Antarktis gefunden. P. irregulare infiziert mehr als 200 Arten, darunter Getreide, Hülsenfrüchte, Obst, Gemüse und Zierpflanzen. Das Pathogen unterscheidet sich von anderen Pythium-Arten, da es kühlere Umgebungen bevorzugt. Feuchte Bedingungen sind gleichfalls für den Ausbruch der Krankheit erforderlich, da dadurch die Mobilität der Zoosporen unterstützt wird. Gemeinhin findet man die Art sowohl in Gewächshaus-Kulturen als auch auf freiem Feld.

## Lebenszyklus
Pythium irregulare hat wie die meisten Eipilz-Arten einen Lebenszyklus mit sexuellen und asexuellen Stadien. Während des Winters überdauern Oosporen, die sexuellen Ruhestadien, im Boden. Eine Keimung der Oosporen findet statt, wenn die Oosporen auf von Samen oder Keimlingen freigesetzte chemische Stoffe treffen. Einmal ausgekeimt, können die Oosporen entweder einen Keimschlauch produzieren, der die Pflanze direkt infiziert, oder sie bilden ein Sporangium, welches Zoosporen freisetzt, die die Pflanze infizieren. Ein Zoosporen freisetzendes Sporangium stellt das asexuelle Stadium im Lebenszyklus dar. Bei Vorhandensein von Wasser können sich die Zoosporen durch den Boden bewegen, weshalb Feuchtigkeit für das Vorkommen des Pathogens notwendig ist. Sobald die Zoosporen die Wurzel oder die Samen erreichen, enzystieren sie sich, keimen aus und infizieren die Pflanze über einen Keimschlauch. Sobald sich die Infektion manifestiert hat, wachsen die Hyphen des Pathogens sowohl innerhalb als auch außerhalb der Pflanze und setzen Enzyme frei, die das Pflanzengewebe zerstören. Diese Zerstörung setzt für das Pathogen Nährstoffe frei, was auch als Nekrotrophie bezeichnet wird. Wenn die Pflanze stirbt, können weitere Sporangien gebildet und Zoosporen freigesetzt werden, und der Lebenszyklus kann sich wiederholen. Alternativ können die Hyphen im toten Pflanzenmaterial weiter wachsen und haploide „männliche“ (Antheridium) und „weibliche“ (Oogon) Paarungsstrukturen bilden. Die Antheridien übertragen schließlich ihr genetisches Material auf die Oogonien („Befruchtung“) und bilden diploide Oosporen, die überwintern und die Infektion im folgenden Frühjahr fortsetzen können.

## Bekämpfung
Da Pythium irregulare sehr spezifische Umweltbedingungen voraussetzt, ist eine Beeinflussung dieser Bedingungen der erste Ansatz zur Bekämpfung der Krankheit. Weil die Zoosporen zu ihrer Ausbreitung Wasser benötigen, mindert die Vermeidung stehenden Wassers die Möglichkeiten für einen Ausbruch der Krankheit. Außerdem führt  übermäßig vorhandenes Wasser zu einer Zunahme von Insekten, die die Wurzeln anfressen und dem Pathogen so die Infektion erleichtern. Wasserspiegel können gesteuert werden, wenn die Kulturen nicht in Gebieten mit schlechter Drainage angebaut werden, oder wenn die Beregnung so gesteuert wird, dass keine Vernässung stattfindet. Weil die Oosporen von P. irregulare auch unter harten Bedingungen überleben können, sind Hygienemaßnahmen zur Begrenzung der Ausbreitung des Pathogens enorm wichtig. Kontaminierte Beregnungssysteme, Werkzeuge und Saatgut können die Krankheit verbreiten, so dass eine Desinfektion mit Hitze oder Chemikalien wie auch der Handel mit zertifiziert gereinigtem Saatgut erforderlich ist, um eine Ausbreitung zu verhindern. Zusätzlich ist es in Gewächshäusern erforderlich, den Boden, die Arbeitsflächen und Geräte mit Hitze oder Chemikalien zu reinigen. Es ist außerdem wichtig, ein Überdüngen der Pflanzen zu vermeiden, da Düngemittel die Abwehr der Pflanzen unterdrücken und Wurzeln schädigen können, was P. irregulare eine Infektion erleichtern würde. Schließlich kann es bei früheren Infektionen mit Pythium irregulare hilfreich sein, dem Boden Fungizide beizumischen, auch wenn dies eher für Gewächshaus-Kulturen geeignet ist. Es ist wichtig, den Einsatz der Fungizide rotierend zu planen, um das Pathogen nicht gegen eines der Fungizide resistent werden zu lassen. Zu den geeigneten Fungiziden gehören Metalaxyl (Mefenoxam), Etridiazol und Fosetyl-Al, eine phorphororganische Verbindung. Zusätzlich können verschiedene biologische „Mittel“ wie Trichoderma harzianum und Gliocladium virens, Bakterien die allgemein zur biologischen Schädlingsbekämpfung eingesetzt werden, auch gegen P. irregulare verwendet werden; auch diese sind jedoch eher im Gewächshaus anwendbar, weil die Präparate in den Boden eingebracht werden müssen. Ein Fruchtfolge-Regime ist nicht notwendigerweise eine gute Option für die Bekämpfung von P. irregulare, da dessen Wirtsspektrum so breit ist und die Oosporen mehrere Jahre im Boden überdauern können. Außerdem kann das Pathogen in der organischen Substanz im Boden gut überleben. Aber wechselnde Kulturen, insbesondere mit Nicht-Wirts-Arten, können die Menge der Pathogene reduzieren und die Infektionsgefahr im Lauf der Jahre senken.